# Andy Holmes
Andy Holmes (Uxbridge, 15 ottobre 1959 – Londra, 24 ottobre 2010) è stato un canottiere britannico, plurimedagliato nelle varie manifestazioni di canottaggio, inclusi i Giochi olimpici.

## Carriera
Con Steve Redgrave fece parte del celebre equipaggio di due con, rivale storico dei fratelli Abbagnale nel corso degli anni 1980. Morì improvvisamente di leptospirosi nel 2010 all'età di soli 51 anni

## Palmarès
| Anno | Manifestazione      | Sede        | Evento      | Risultato |
| ---- | ------------------- | ----------- | ----------- | --------- |
| 1984 | Giochi olimpici     | Los Angeles | Quattro con | Oro       |
| 1988 | Giochi olimpici     | Seul        | Due senza   | Oro       |
| 1988 | Giochi olimpici     | Seul        | Due con     | Bronzo    |
| 1986 | Campionati mondiali | Nottingham  | Due con     | Oro       |
| 1987 | Campionati mondiali | Copenaghen  | Due senza   | Oro       |
| 1987 | Campionati mondiali | Copenaghen  | Due con     | Argento   |